# EarMaster
EarMaster, glasbeno programsko opremo je leta 1996 razvil danski Miditec, ki je leta 2005 ime spremenil v EarMaster ApS. Prototip programske opreme je deloval v DOS-u, a je že prva uradna različica delovala v operacijskem sistemu Microsoft Windows. V novembru leta 2008 je EarMaster postal multi-platform programsko orodje z izdajo različice za Mac OS X. EarMaster se posveča prdvsem treniranju posluha čeprav se zdi, da se bolj nagiba k splošnemu pristopu poučevanja glasbe, saj program od različice 4.0 zajema širši spekter glasbene teorije in prakse. Obstajajo tri izdaje: Ear Master Essential, EarMaster Pro (standardna izdaja) in EarMaster School (izobraževalna izdaja).

## Vsebina
EarMaster 5 sestavljajo 3 načini usposabljanja: dva niza lekcij, imenovana (tutor) in način po meri. Medtem ko je prvi tutor (ti "standard tutor") bolj splošen in so lekcije namenjene predvsem treniranju posluha je drugi tutor (ti "jazz tutor") namenjen izključno učenju posebnosti Jazz glasbe (npr. jazz akordi in swing ritmi). V načinu po meri pa lahko uporabnik sam ustvarja lekcije. Discipline, ki jih zajema EarMaster 5 so petje intervalov, primerjanje intervalov, prepoznavanje intervalov, prepoznavanje lestvic, prepoznavanje akordov, prepoznavanje inverzij akordov, narekovanje ritma, branje ritma, imitacija ritma, popravek ritma in melodični narek.
Na vprašanja se odgovarja z vmesnikom na zaslonu (osebje, klavir, kitara, bas, violina, violončelo, benjo in več drugih godal), z MIDI instrumentom ali mikrofonom (glas, ploskanje ali akustični inštrument).
Note so v programu EarMaster poimenovane z uporabo načina Anglo-Saxon (A, B, C, itd.) ali Solfege (spremenljiv Do in nespremenljiv Do, z uporabo zlogov: Do, Re, Mi, itd.), kar ga naredi združljivega z Kodály metodo.
Rezultati vsake opravljene lekcije se evidentirajo in analizirajo v oknu statistika in se lahko izvozijo kot podatkovna datoteka, ki se jo pošlje učitelju preko elektronske pošte (če se npr. uporablja v izobraževalne namene v šoli). Statistični podatki so prikazani tudi v programu samem.

## Tehnične značilnosti
EarMaster 5 je naložen na CD-rom-u in po namestitvi zaseda med 26 in 30 MB, odvisno od izdaje (Essential, Pro, School). Programska oprema je združljiva z OS Microsoft Windows (98, ME, 2000, XP, Vista in 7), Mac OS X 10.4.11 ali boljši (Intel ali PowerPC procesorji) (od 11/27/08) in je na voljo v 32 jezikih, med katere sodi tudi slovenščina.
Izdaja EarMaster School 5 je namenjena uporabi v šolah. Lahko se uporablja v omrežju in vključuje funkcije, ki jih potrebujejo učitelji za izdelavo nalog in sledenje rezultatov za več uporabnikov hkrati. Vsebuje tudi funkcije za učenje na daljavo.

## Zgodovina
EarMaster prototip, ki ga je leta 1994 izdelal Hans Jakobsen je deloval v okolju DOS. Prvo uradno različico EarMaster 1.0 je leta 1996 izdalo podjete Miditec in je vključevala 5 jezikov. EarMaster 2.0 je izšel leta 1997 in je bil prva različica, ki se je prodajala na spletu. Leta 1998 je EarMaster v sodelovanju z 29 glasbenimi pedagogi razvil prvo izobraževalno različico svoje programske opreme za treniranje posluha EarMaster School 2.5. Različici EarMaster Pro 4 in EarMaster School 4 sta izšli leta 2000 in sta vsebovali nov uporabniški vmesnik in veš možnosti. Trenutna različica je EarMaster 5, ki je na voljo v treh izvodih EarMaster Essential, EarMaster Pro in EarMaster School.

## Znani uporabniki
- University of Heidelberg (Nemčija)
- School of Music in the U.S. Navy (ZDA)
- University of Nevada, Reno (ZDA)
- State University of Kansas (ZDA)
- Escuela de Música ESMUC, Catalonia (Španija)
- Conservatorio Superior Joaquín Turina in Madrid (Španija)
- School of Music City Challans (Francija)
- CEGEP de Sherbrooke (Kanada)
- CEGEP Saint-Laurent (Kanada)
- Higher National Conservatory of Hanoi (Vietnam)
- Conservatory of Lisbon (Portugalska)
- University of Leeds (Velika Britanija)